# Пересадка в Орли
Пересадка в Орли (фр. Escale à Orly) — черно-белый комедийно-драматический фильм 1955 года, режиссёр Жан Древиль. По роману Курта Рисса. Совместная франко-германская постановка. В главных ролях — Дани Робен, Дитер Борше, Хайнц Рюманн.
Фильм рассказывает о повседневной жизни парижского аэропорта Орли 50-х годов, точнее, о жизни его работников — летчиков дальних рейсов, служащих аэропорта, а также авиапассажиров. Фильм Древиля послужил источником вдохновения для сценаристов другого популярного фильма — «Аэропорт 1975» («747 в опасности») с Чарлтоном Хестоном и Карен Блэк.

## Сюжет
В фильме несколько сюжетных линий, которые пересекаются между собой. На первом плане — отношения пилота американской компании TWA Эдди Миллера и симпатичной сотрудницы справочного бюро Мишель, по прозвищу «Babyface». Эдди влюблен в Мишель и дарит ей обручальное кольцо. Но им предстоит разрешить серьёзные разногласия: в то время как Эдди собирается оставить авиацию и остепениться, купив скобяной магазинчик, Мишель предпочла бы реализовать свои мечты о путешествиях и летать по миру самолётами вместе с Эдди.
В фильме имеются также другие любопытные персонажи: дядя Babyface — добряк, непрактичный в обычной жизни, он работает в камере хранения аэропорта и обожает свою племянницу; красавица-киноактриса, лучшие времена которой потихоньку уходят в прошлое — она прилетела в Париж из Нью-Йорка в надежде поправить свои дела; бойкий импресарио, пытающийся уговорить эту актрису сниматься в его новом фильме; самодовольный бизнесмен, который собирается финансировать этот самый фильм, и который позже оказывается опасным преступником, перевозящим наркотики воздушным путем. Ближе к концу происходит драматическое событие: в самолёте, который пилотирует Эдди Миллер, преступник пытается вынудить экипаж на немедленную посадку, что неизбежно привело бы к крушению. Это происшествие заставляет влюблённую пару и других героев фильма иначе взглянуть на свою привычную жизнь и правильно оценить приоритеты.

## В ролях
- Дани Робен в роли сотрудницы справочного бюро Мишель Телье / «Baby Face»
- Дитер Борше в роли Эдди Миллера, пилота американской компании TWA
- Симона Ренан в роли киноактрисы Глории Морена / Франсуазы
- Франсуа Перье в роли Пьера Бриссака, импресарио
- Хайнц Рюманн в роли Анри Пети, дяди Мишель
- Ганс Нильсен в роли Эжена Боро, управляющего фирмы «Мондиаль»
- Рене Бланкар — комиссар Мартин
- Роджер Тревиль — Дуглас Мур
- Жорж Ланн — инспектор Людо
- Мишлин Гари — Женевьева